# Pelota Basca nos Jogos Pan-Americanos

Pelota basca

A Pelota basca foi incluída nos Jogos Pan-Americanos a partir da XII Edição,que foi realizada na cidade argentina de Mar del Plata em 1995.O esporte aparece com o status de opcional dentro da Carta da PanAm Sports e foi disputado nas edições de 1995,2003 e 2011 

## Eventos
Quando escolhido como um esporte opcional,o programa da Pelota Basca deverá constar das seguintes provas:

### Masculino
- Trinquete bola de borracha
- Trinquete bola de couro
- Trinquete mão individual
- Frontón de 36 m bola de couro

- Frontón de 36 m mão individual
- Frontón de 36 m mão duplas
- Frontón de 30 m bola de borracha
- Frontón de 30 m
- Frontón Peruano Individual

### Feminino
- Trinquete de bola de borracha
- Frontênis de 30 m
- Frontenis Duplas
- Frontón Peruano

## Quadro Histórico de medalhas
| Ordem | País               | Medalha de ouro | Medalha de prata | Medalha de bronze |    |
| ----- | ------------------ | --------------- | ---------------- | ----------------- | -- |
| 1     | MEX México         | 14              | 8                | 4                 | 26 |
| 2     | ARG Argentina      | 10              | 3                | 6                 | 19 |
| 3     | CUB Cuba           | 3               | 7                | 12                | 22 |
| 4     | URU Uruguai        | 1               | 4                | 2                 | 7  |
| 5     | VEN Venezuela      |                 | 4                | 2                 | 6  |
| 6     | USA Estados Unidos |                 | 2                | 1                 | 3  |
| 7     | CHI Chile          |                 |                  | 1                 | 1  |
| TOTAL | TOTAL              | 22              | 22               | 22                | 66 |

## Ligações Externas
- Sports123